# 新疆生产建设兵团第九师一六一团
新疆生产建设兵团第九师一六一团是中华人民共和国新疆生产建设兵团第九师下辖的一个团，与新疆维吾尔自治区白杨市小白杨镇实行“团镇合一”的管理体制。“小白杨哨所”位于该团十一连，巴尔鲁克山塔斯提河畔。

## 行政区划
新疆生产建设兵团第九师一六一团下辖以下单位：
团部、一连、三连、四连、五连、六连、七连、八连、九连、十连、十一连、鹿场和二连。